# Национално знаме на Йемен
Националното знаме на Йемен е прието на 22 май 1990 г. – деня, в който Северен Йемен и Южен Йемен се обединяват.
То представлява 3 хоризонтални линии. Първата отгоре е в червено, втората (по средата) е в бяло, а последната отдолу е в черно. Това са панарабските цветове, само че няма зелено.

## Знаме през годините
- (1918 – 1923)
- (1923 – 1927)
- (1927 – 1962)
- (1962)
- (1962 – 1990)